# Inabanga
Inabanga is een gemeente in de Filipijnse provincie Bohol op het gelijknamige eiland. Bij de census van 2015 telde de gemeente bijna 46 duizend inwoners.

## Geografie

### Bestuurlijke indeling
Inabanga is onderverdeeld in de volgende 50 barangays:
| - Anonang - Bahan - Badiang - Baguhan - Banahao - Baogo - Bugang - Cagawasan - Cagayan - Cambitoon - Canlinte - Cawayan - Cogon - Cuaming - Dagnawan - Dagohoy - Dait Sur | - Datag - Fatima - Hambongan - Ilaud - Ilaya - Ilihan - Lapacan Norte - Lapacan Sur - Lawis - Liloan Norte - Liloan Sur - Lomboy - Lonoy Cainsican - Lonoy Roma - Lutao - Luyo - Mabuhay | - Maria Rosario - Nabuad - Napo - Ondol - Poblacion - Riverside - Saa - San Isidro - San Jose - Santo Niño - Santo Rosario - Sua - Tambook - Tungod - U-og - Ubujan |

## Demografie
Inabanga had bij de census van 2015 een inwoneraantal van 45.880 mensen. Dit waren 2.589 mensen (6,0%) meer dan bij de vorige census van 2010. Ten opzichte van de census van 2000 was het aantal inwoners gegroeid met 5.166 mensen (12,7%). De gemiddelde jaarlijkse groei in die periode kwam daarmee uit op 0,79%, hetgeen lager was dan het landelijk jaarlijks gemiddelde over deze periode (1,84%).

De bevolkingsdichtheid van Inabanga was ten tijde van de laatste census, met 45.880 inwoners op 125,63 km², 365,2 mensen per km².

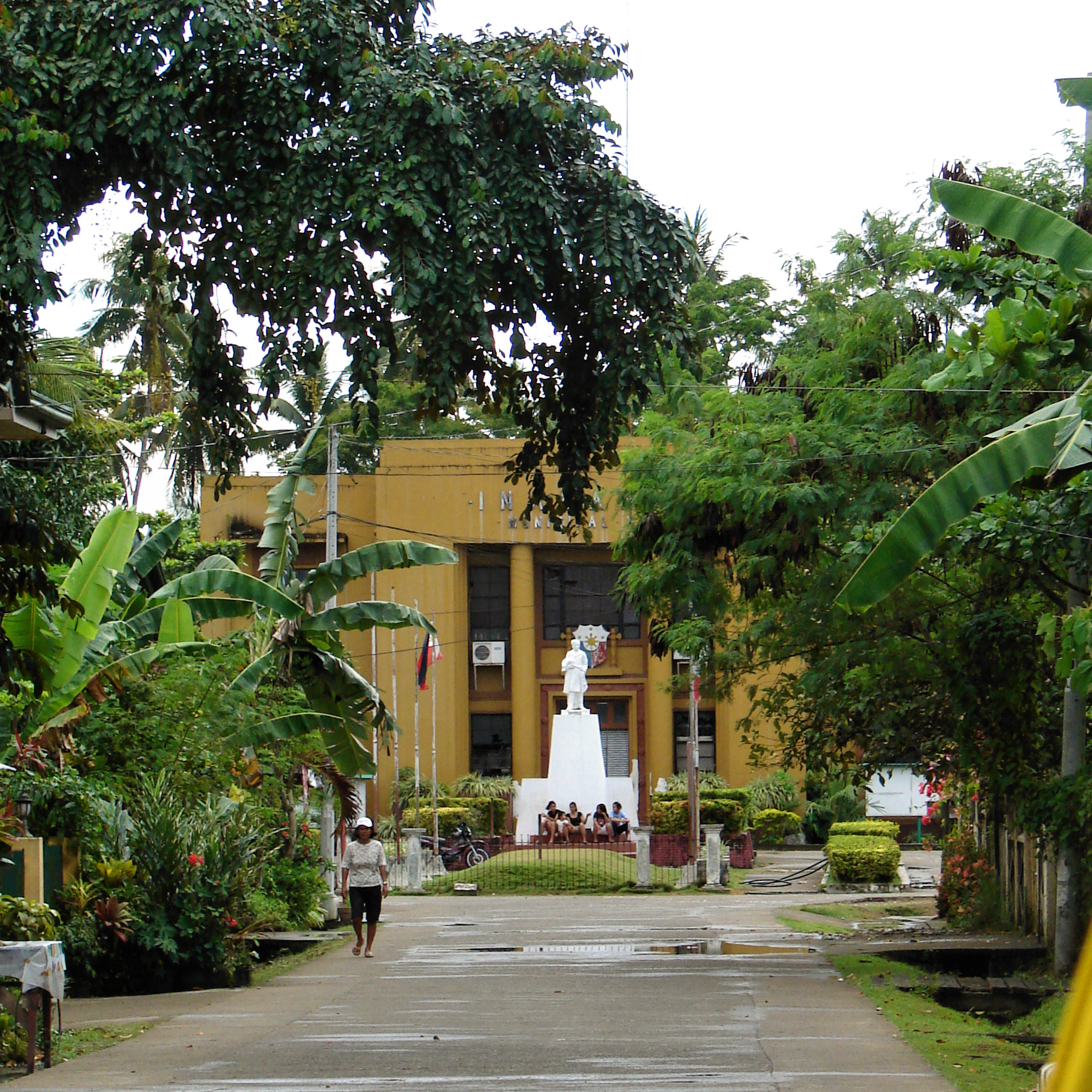
Gemeentehuis